# مركب قائد

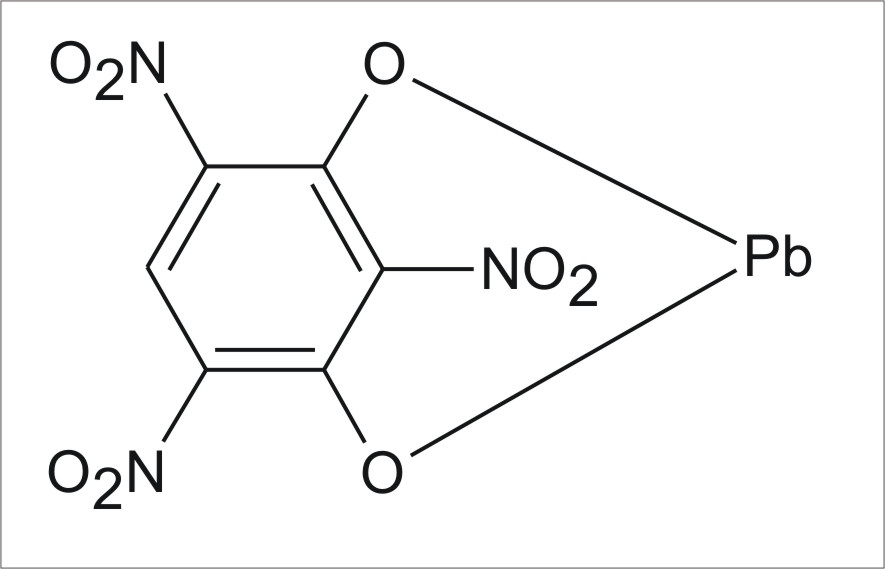
الصيغة الهيكلية لـ TNRS

المركب القائد، (أي مركب "رائد"، يجب عدم الخلط بينه وبين المركبات المختلفة للعنصر المعدني القائد) في اكتشاف الدواء هو مركب كيميائي له نشاط دوائي أو بيولوجي يحتمل أن يكون مفيدًا علاجيًا، ولكن قد يكون مع ذلك له هيكل دون المستوى الأمثل يتطلب تعديلًا ليناسب الهدف بشكل أفضل.
توفر الأدوية المحتوية على المركبات القائدة احتمالية أن تتبعها مركبات احتياطية. يعمل هيكلها الكيميائي كنقطة انطلاق للتعديلات الكيميائية من أجل تحسين الفاعلية، الانتقائية، أو المعلمات الحركية الدوائية. علاوة على ذلك، قد يكون للشقوق النشطة دوائيًا التي تم اختراعها حديثًا قابلية سيئة للدواء وقد تتطلب تعديلًا كيميائيًا لتصبح شبيهة بالعقاقير بدرجة كافية ليتم اختبارها بيولوجيًا أو سريريًا.

## المصطلح
تسمى المركبات القائدة أحيانا بالمرشحات المتطورات. وذلك بسبب اكتشاف واختيار المركبات القائدة يحدث قبل مرحلتي ما قبل التطور السريري، وقبل التطور السريري للمرشح.

## اكتشاف المركبات القائدة

### اكتشاف هدف قابل للدواء
قبل اكتشاف المركبات القائدة، يجب اختيار هدف مناسب لتصميم دواء منطقي على أساس المعقولية البيولوجية أو تحديده من خلال فحص المركبات القائدة المحتملة مقابل أهداف متعددة. غالبًا ما يتم اختبار مكتبات الأدوية عن طريق فحوصات عالية الإنتاجية (يتم تصنيف المركبات النشطة على أنها «نتائج») والتي يمكنها فحص المركبات للتحقق من قدرتها على تثبيط (مناهض) أو تحفيز (ناهض) مستقبل الاهتمام وكذلك تحديد انتقائها لها.

### تطوير المركب القائد
قد ينشأ المركب الرئيسي من مجموعة متنوعة من المصادر المختلفة. تم العثور على المركبات القائدة من خلال توصيف المنتجات الطبيعية، واستخدام الكيمياء التوافقية، أو عن طريق النمذجة الجزيئية كما هو الحال في تصميم الأدوية العقلاني. قد تصبح المواد الكيميائية التي تم تحديدها على أنها اصطدام من خلال الغربلة عالية الإنتاجية للمركبات القائدة. بمجرد اختيار المركب االقائد، يجب أن يخضع لعملية تحسين المركبات، والتي تتضمن جعل المركب أكثر «شبيهاً بالعقاقير». وهنا يأتي دور قاعدة الخمسة ليبينسكي، والتي يشار إليها أحيانًا باسم «قاعدة فايزر» أو ببساطة «قاعدة الخمسة». يجب أن تؤخذ في الاعتبار عوامل أخرى، مثل سهولة التوسع في تصنيع المادة الكيميائية.